# 卡科尔托克

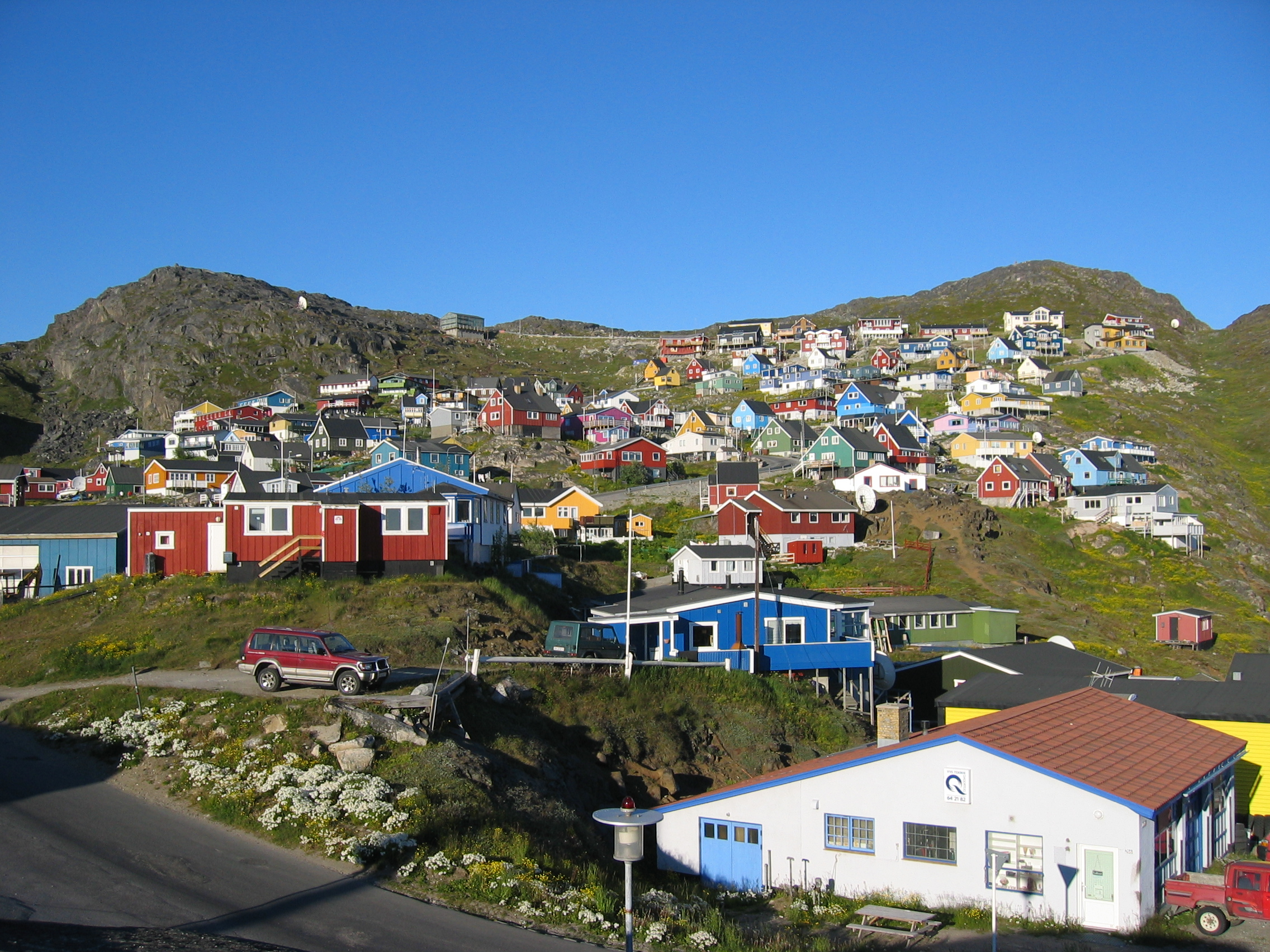
卡科尔托克城镇风貌

卡科尔托克，前称尤利安娜霍布（丹麥語：Julianehåb），是格陵兰南部库亚莱克市镇的一个城镇及行政中心。2020年时城镇人口为3,050，是格陵兰南部人口最多的城镇，在整个岛上排名第四。1775年，尤利安娜霍布由一个挪威商人建立。